# 경식

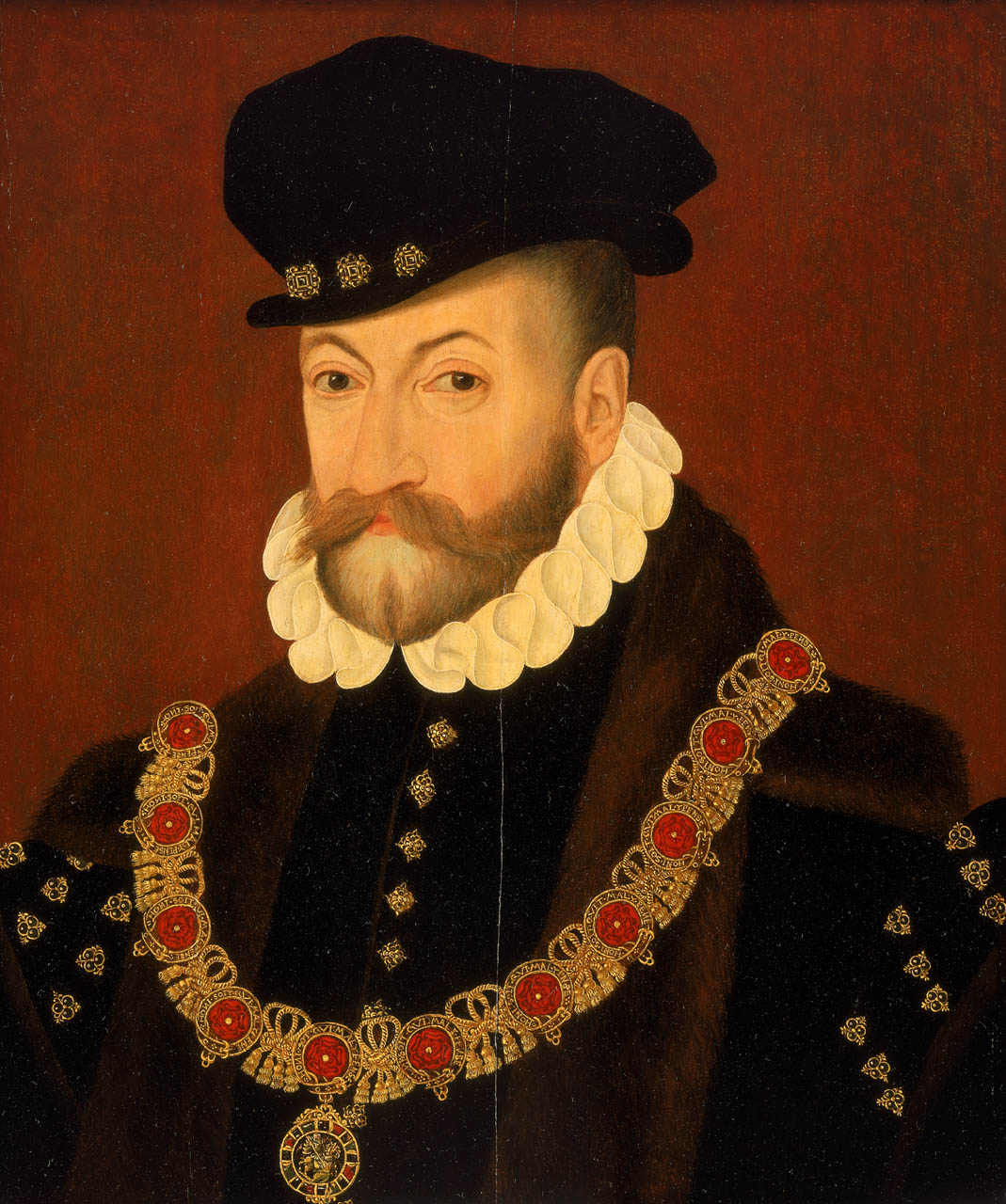
가터 기사단 경식을 착용한 제1대 링컨 백작 에드워드 클린턴.

경식(頸飾, collar)은 금붙이 따위로 만들어 목 주위로 두르는 장신구다. 여러 기사단에서 기사단원을 나타내는 훈장으로 사용한다.
모든 단원(單院)에게 경식이 주어지지 않고 경식 등급이 따로 존재할 경우, 대부분 경식 등급이 최고 등급이다.

## 사례

그리스도 최고훈장 경식
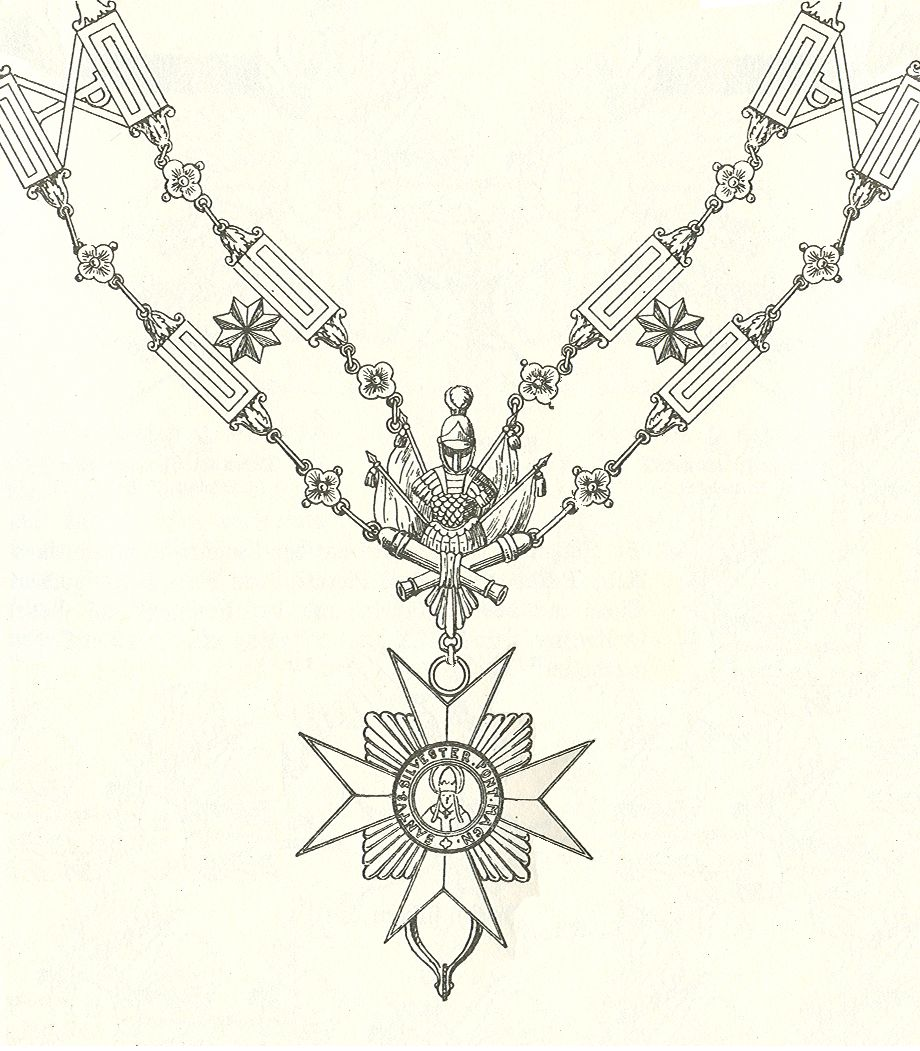
황금 박차 훈장경식
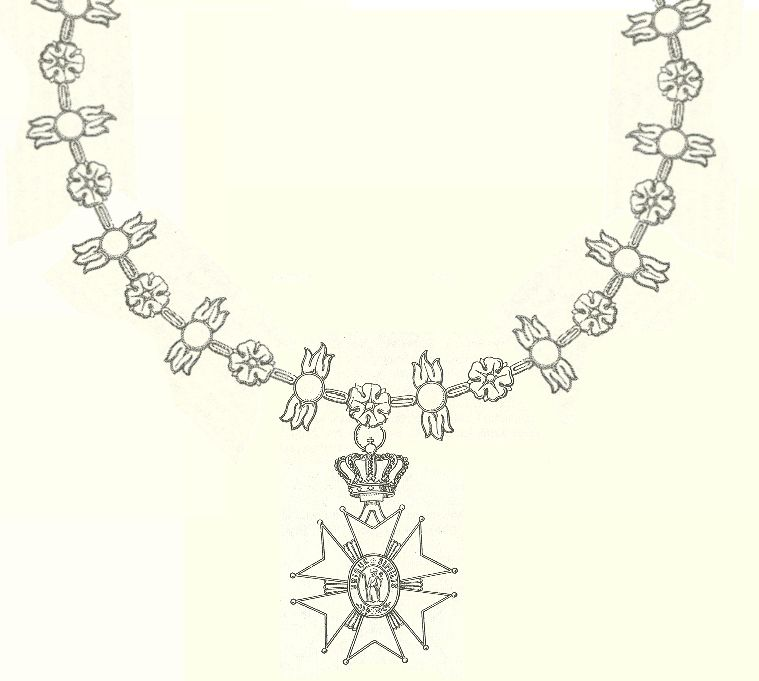
산 주세페 기사단 경식
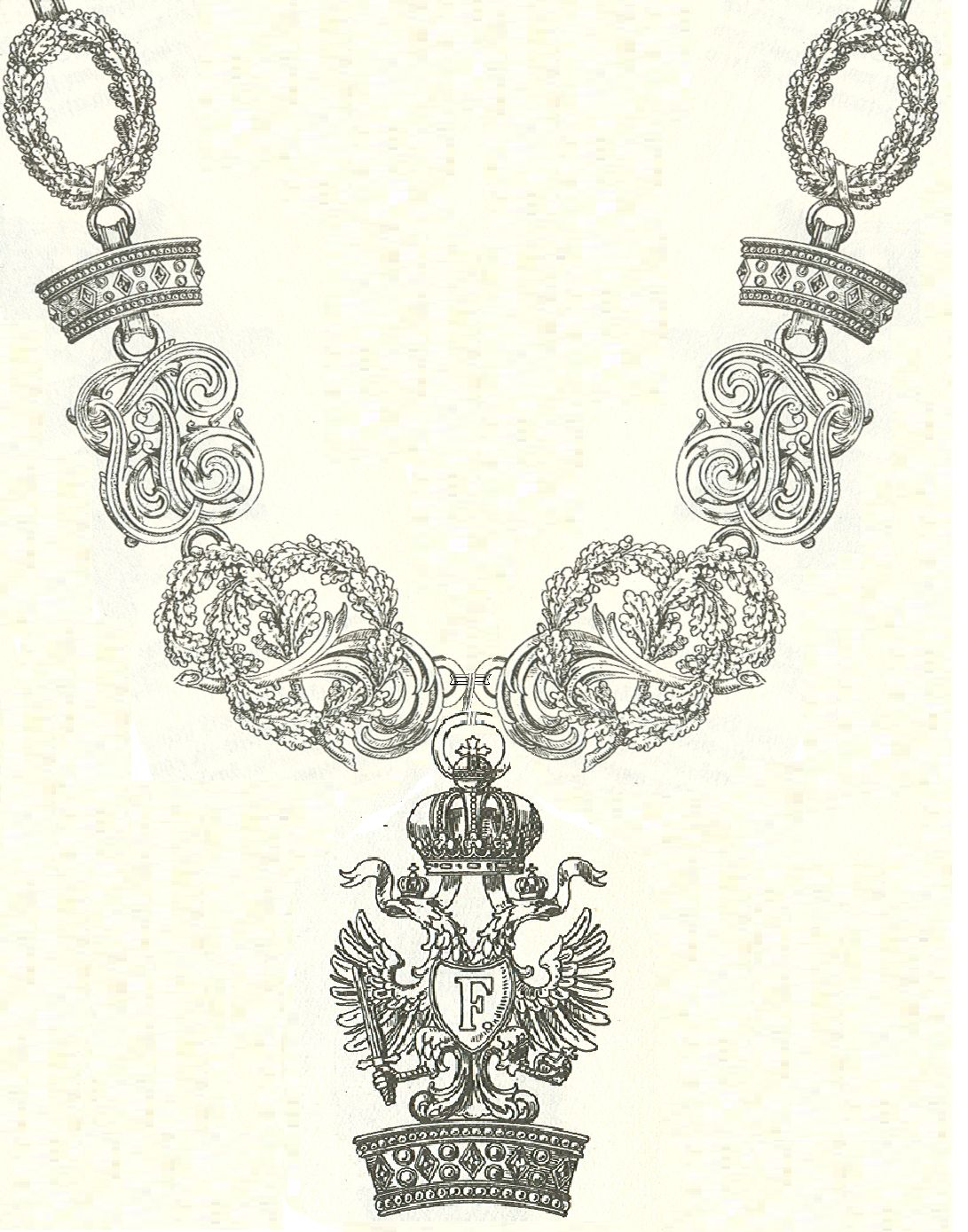
철관장경식
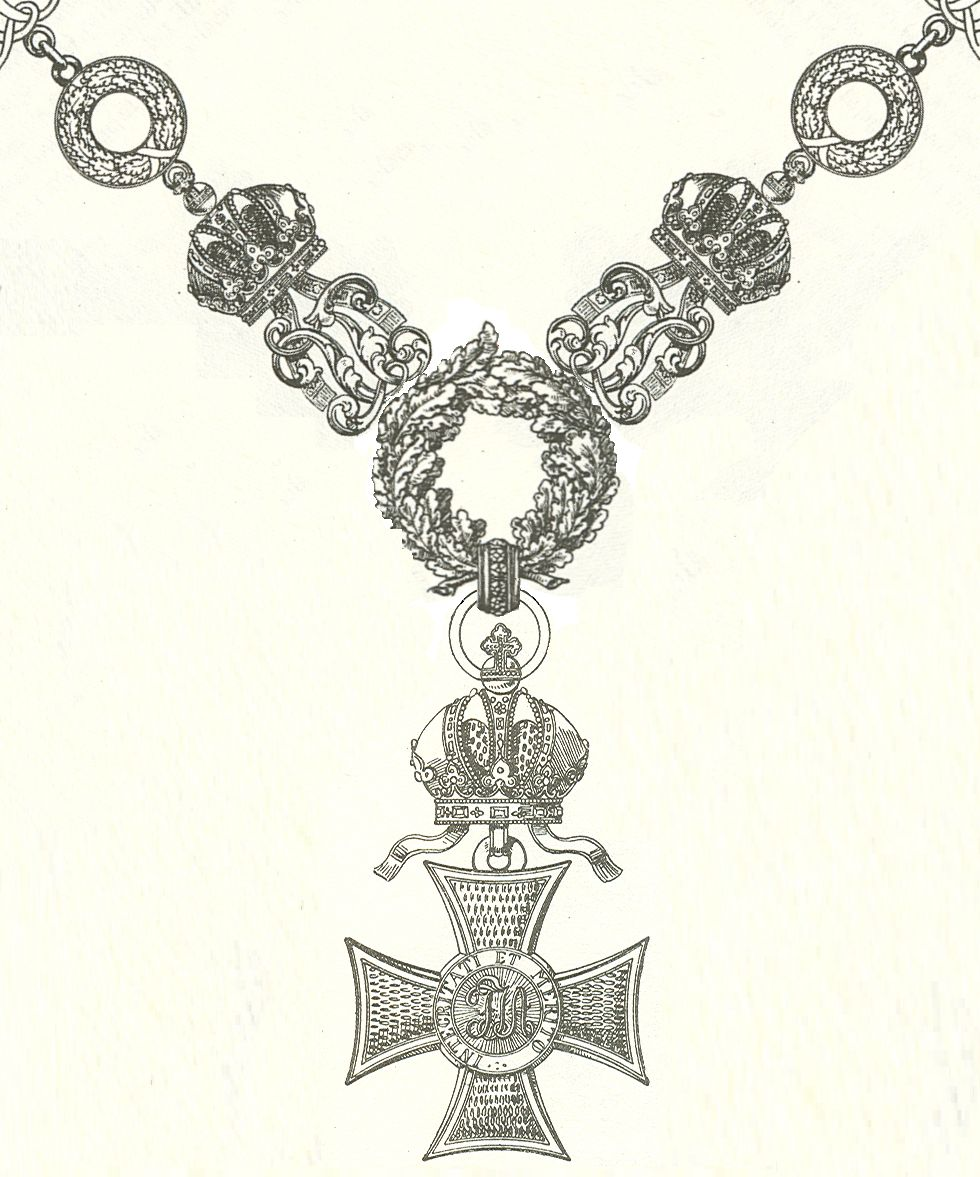
레오폴트 기사단 경식
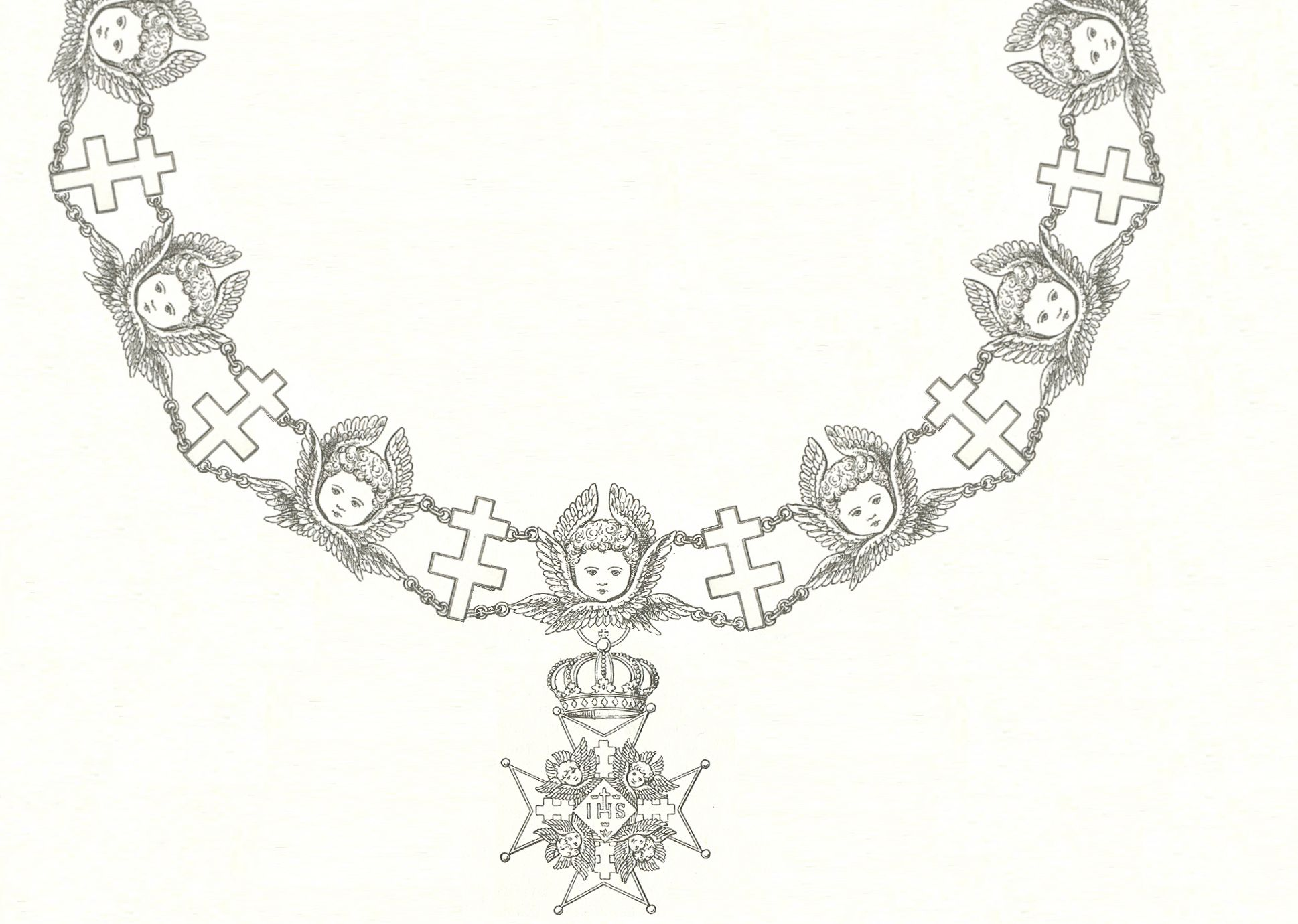
왕립 치천사 기사단 경식
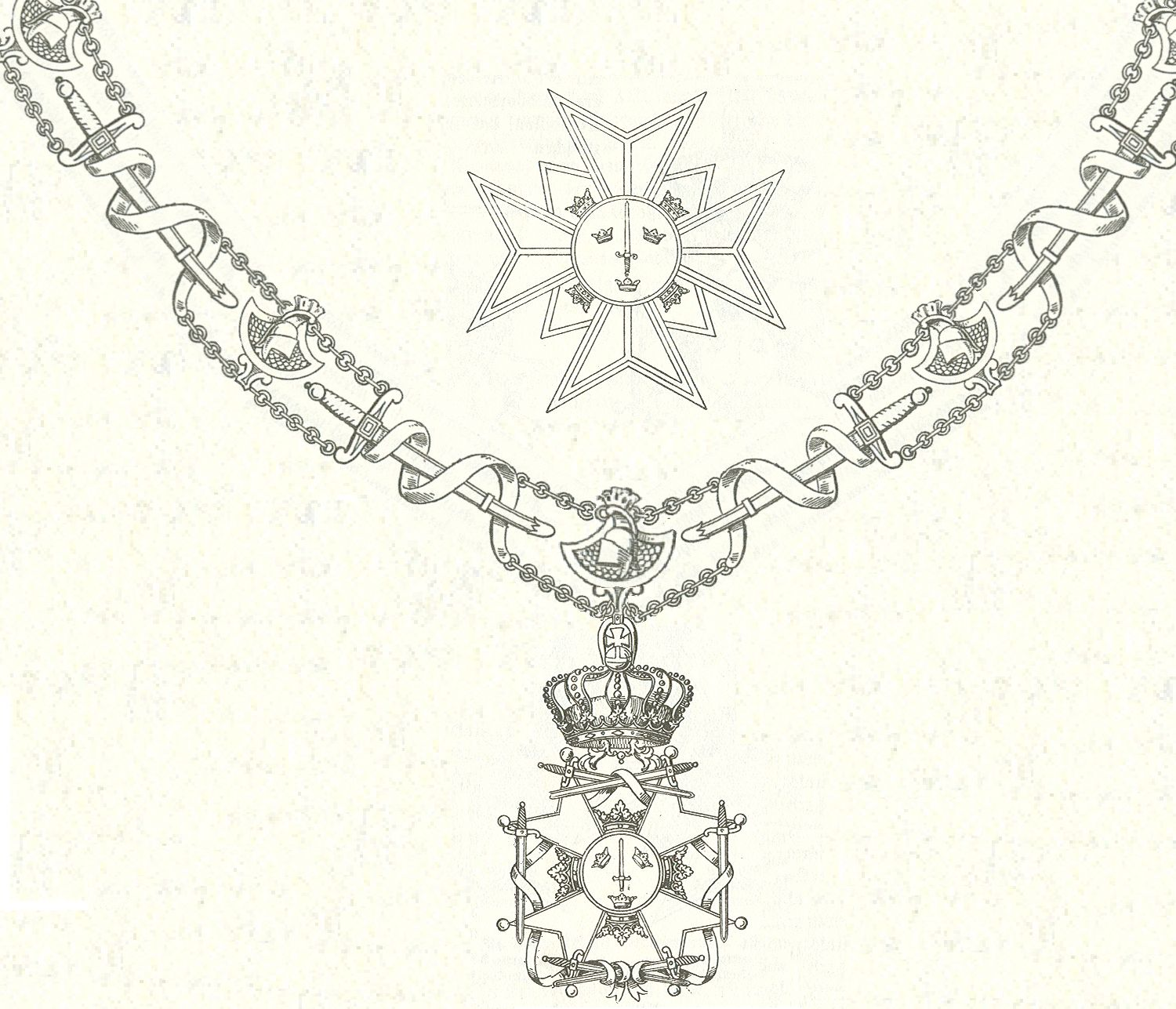
왕립 검 기사단 성장경식
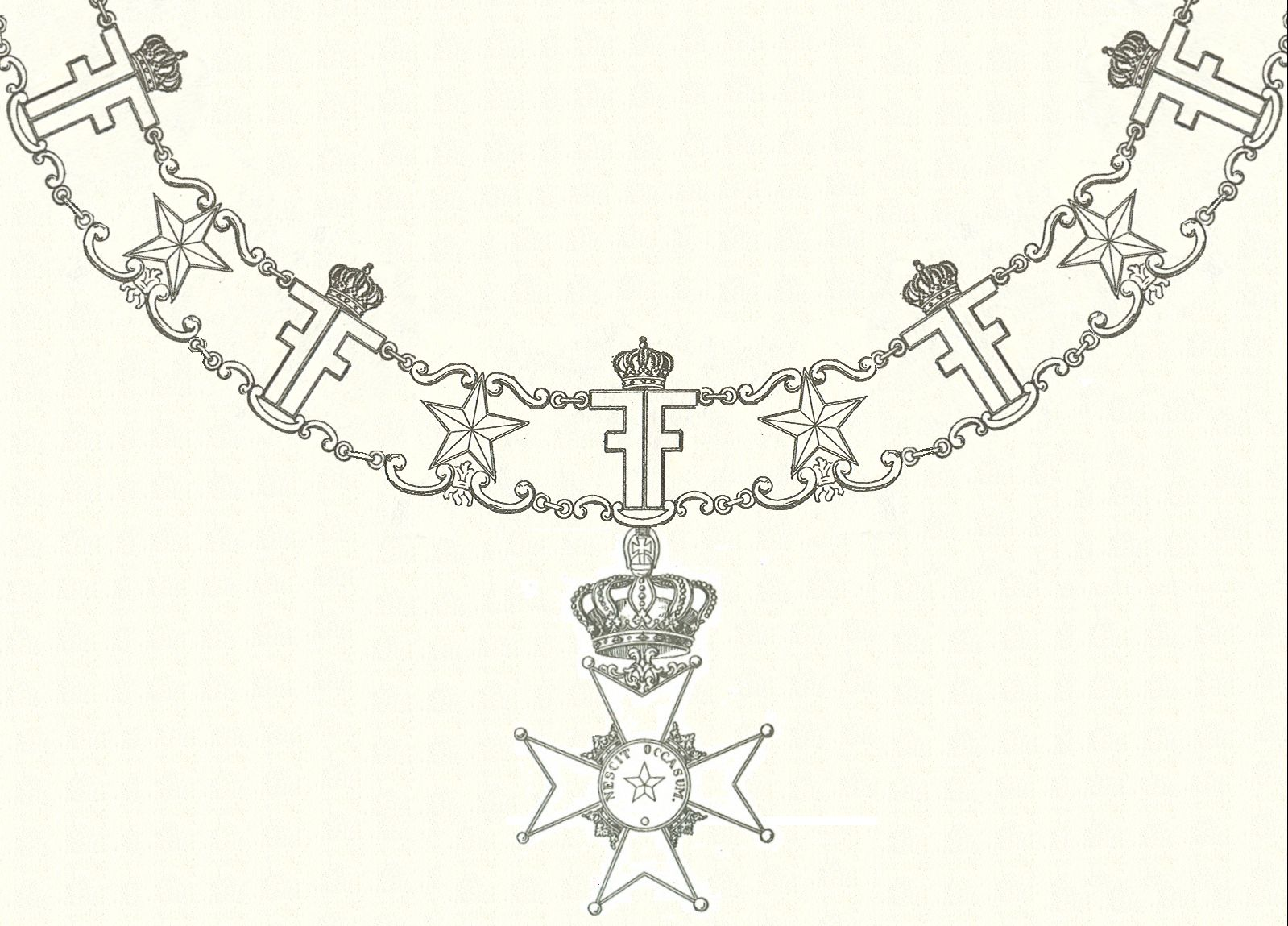
북극성 기사단 경식
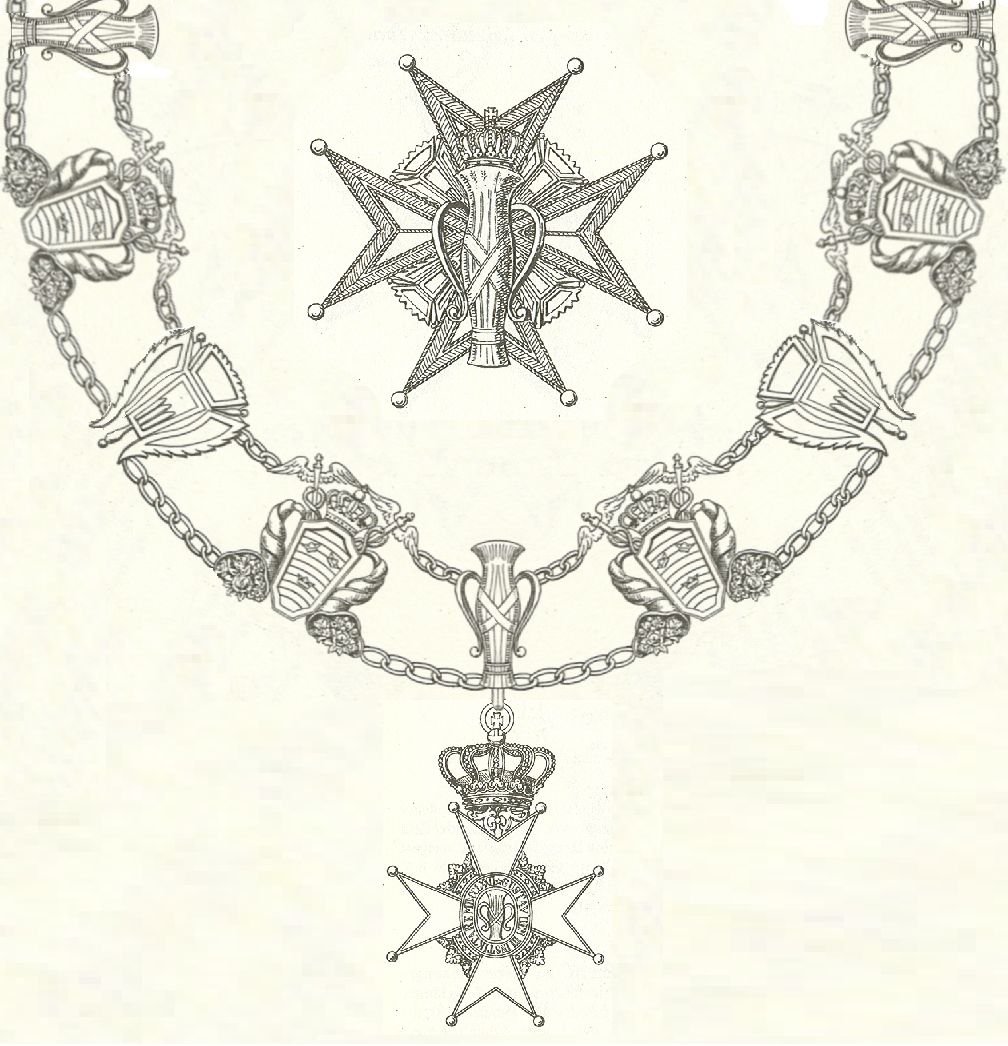
왕립 바사 기사단 성장경식
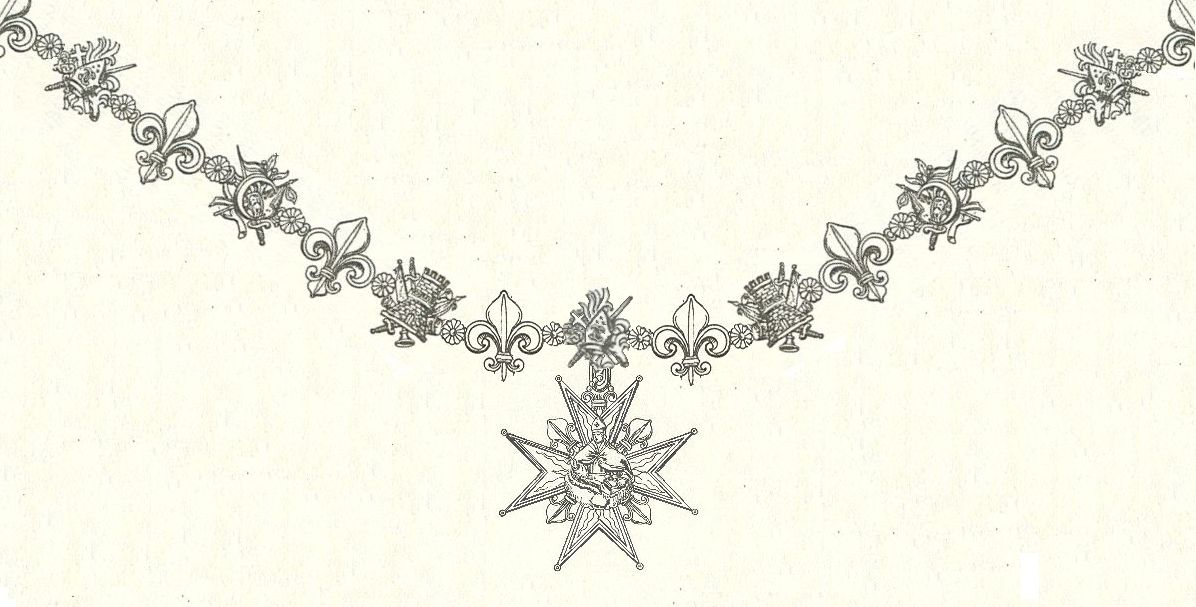
왕립 산 제나로 기사단
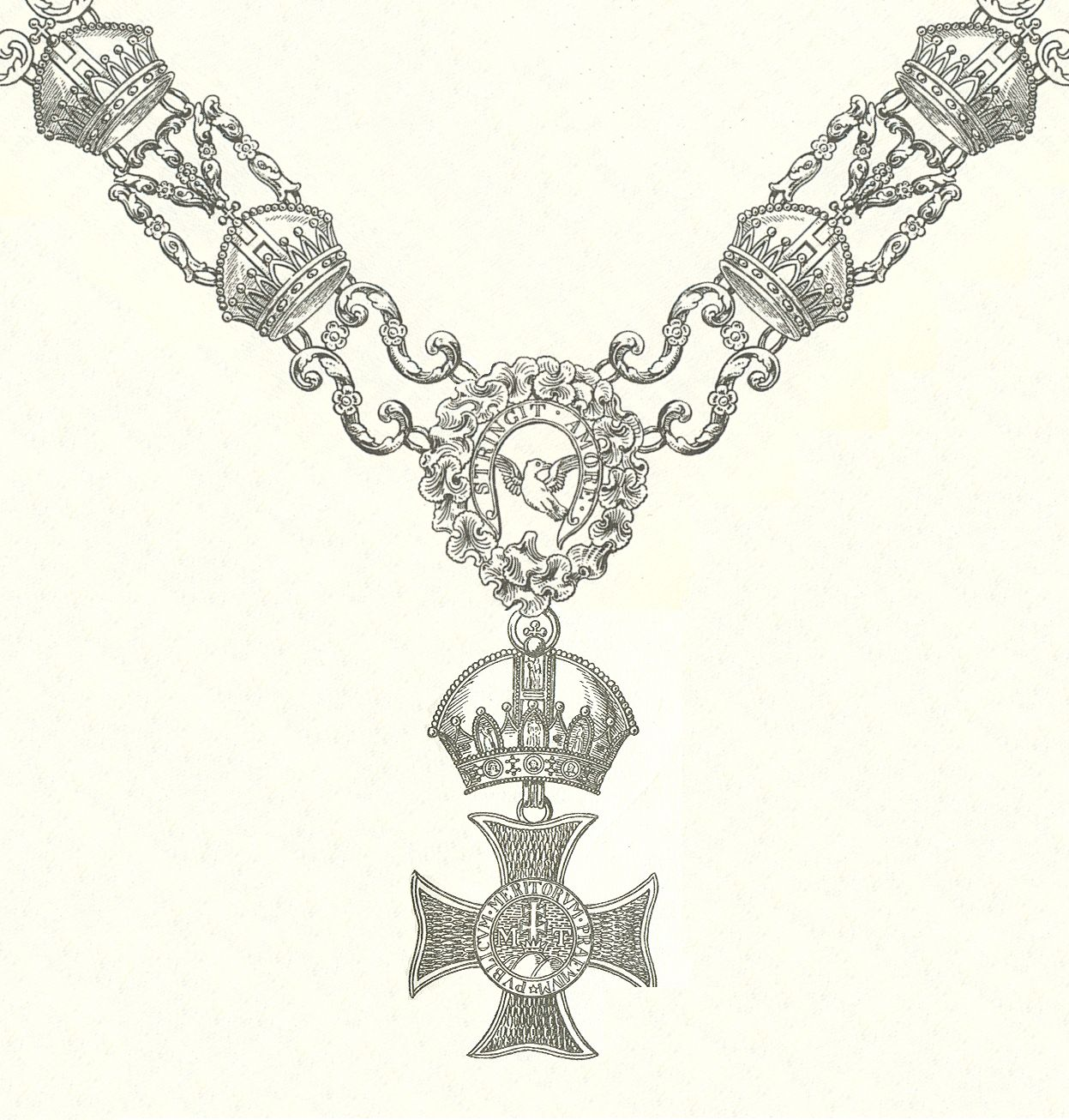
이슈트반 사도왕 기사단 경식
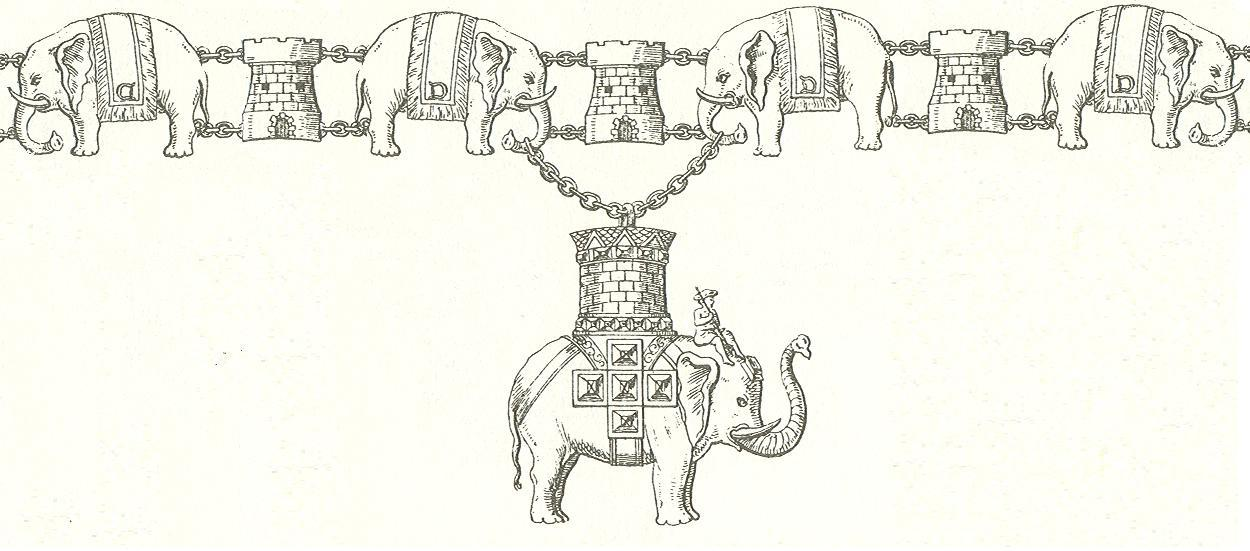
코끼리 기사단 경식
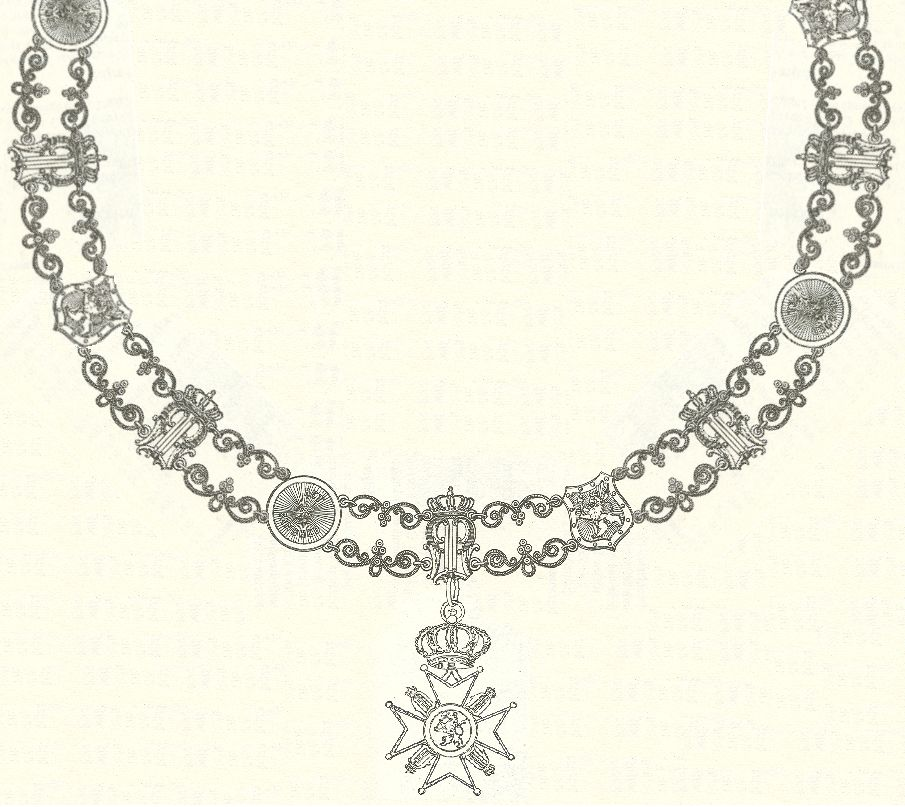
올라브 성왕 기사단 성장경식
황금 양모 기사단 경식
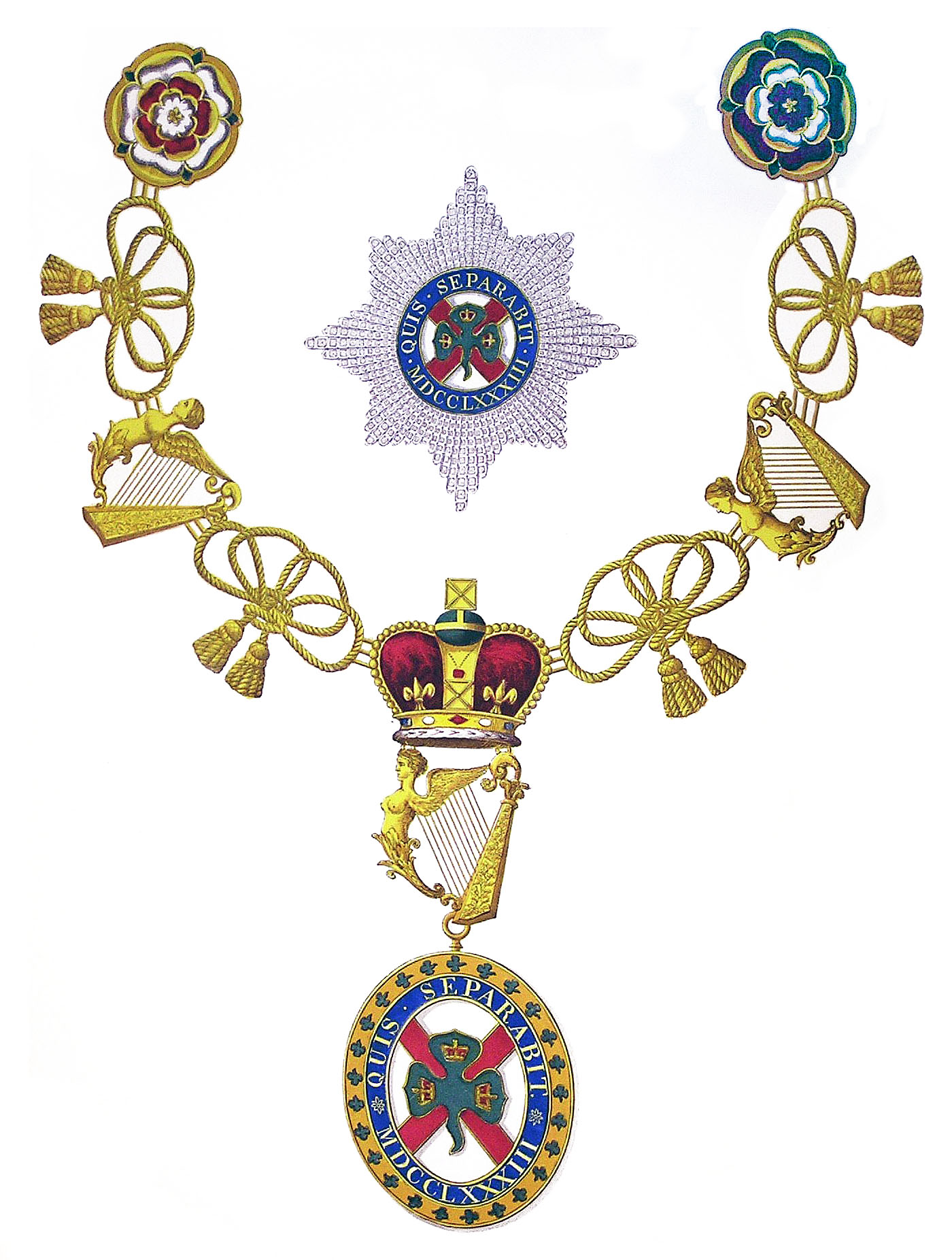
세인트패트릭 기사단 기사장경식
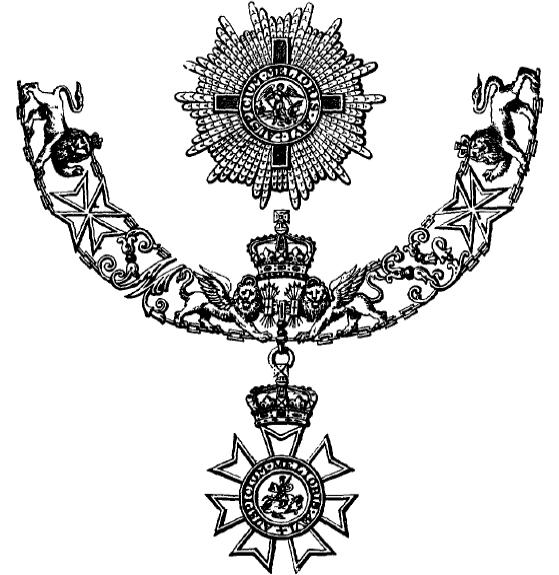
세인트마이클앤드세인트조지 훈장 기사대십자성장경식
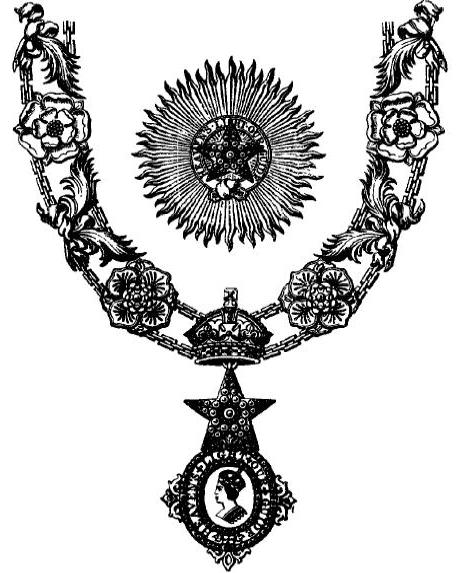
인도 별 기사단 기사대사령관성장경식
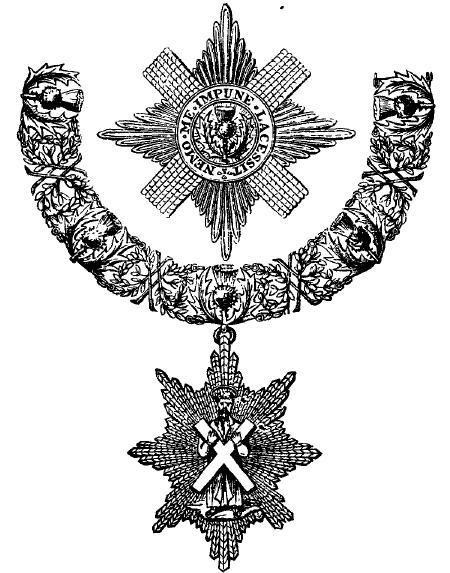
엉겅퀴 기사단 성장경식
카를로스 3세 기사단 경식